# Evert Offereins
Evert Offereins (Assen, 7 januari 1936 - Soest, 27 september 2008) was een Nederlands dierenarts die zich specialiseerde in de paardengeneeskunde.
Na zijn studie diergeneeskunde begon Offereins zijn eigen kliniek in Bosch en Duin. In eerste instantie was dit een gewone kliniek, maar als snel begon Offereins zich te specialiseren in paarden.
Uit het hele land kwamen de paarden naar Bosch en Duin toe. Na 35 jaar, na het overlijden van zijn vrouw Willie Bos, stopte hij met de kliniek, en begon hij met het schrijven van boeken over zijn vak. Ook schreef hij columns voor het paardentijdschrift Bit.
Offereins was voorzitter van de Vereniging voor Hoefsmeden en lid van de tucht- en arbitragecommissie van het Koninklijk Warmbloed Paardenstamboek Nederland.
Als dierenarts was hij vaak aanwezig bij wedstrijden, en hij was in 1972 teamveterinair van het Nederlandse ruiterteam op de Olympische Spelen in München.
In 2001 werd Evert Offereins benoemd tot erelid van de Groep Geneeskunde van het Paard.
Naast vele andere kwaliteiten was Evert Offereins een van de eerste specialisten in de paarden die niet alleen het belang van podiatrie en gespecialiseerd hoefbeslag erkende, maar daartoe ook goede relaties met hoefsmeden onderhield.